# Exhumed
Exhumed es una banda estadounidense de deathgrind formada en 1990 en San José, California.

## Miembros
- Matt Harvey: Guitarra, backing Vocals.
- Bud Burk: Bajo
- Mike Beams: Guitarras, Vocales.
- Col Jones: Batería

### Miembros anteriores
- Rocky Torrecillas: Guitarra (1990-1991)
- Peter Rossman: Bajo (1990-1991)
- Ben Marrs: Bajo (ex-Flesh Parade, Hangnail (US)) (1991-1992)
- Jake Giardina: Vocales, Bajo (1991-1993)
- Matt Widener: Bajo (Cretin (US), Citizen, The County Medical Examiners) (1994-1995)
- Derrel Houdashelt: Guitarra (1991-1996)
- Leon DelMuerte: Guitarra (Intronaut, ex-Impaled (US), ex-Morbosidad, ex-Dekapitator, *Phobia (US) (1996-1997)
- Ross Sewage: Vocales, Bajo (Impaled (US), Ludicra) (1994-1999)
- Wes Caley: Guitarras (ex-Uphill Battle)
- Matt Connell: Batería (ex-Recondite, ex-Fuck the Facts, ex-Experiment In Terror)
- John Longstreth: Batería (Origin, ex-Skinless, ex-Possession (US), Angelcorpse, ex-The *Red Chord, Dim Mak)
- Mark Smith: Vocales de Sesión (1993)
- Kevin Flaherty: Live Session Bass (1993)
- Lorin Ashton: Live Session (1995)
- Dan Martinez: Live Session (1995)
- Sean McGrath: Live Session (1999)
- Danny Walker: Live Session Drums (Uphill Battle, Intronaut, Phobia (US), Jesu live session) (2003)

## Discografía
- Dissecting the Caseated Omentum (Demo, 1992)
- Excreting Innards 	(EP, 1992)
- Excreting Innards 	(Demo, 1992)
- Goregasm 	 (Demo, 1992)
- Cadaveric Splatter Platter 	(Demo, 1993)
- Grotesque Putrefied Brains 	(Demo, 1993)
- Horrific Expulsions of Gore 	(Demo, 1994)
- Exhumed / Haemorrhage 	 (Split, 1995)
- Exhumed / Pale Existence (Split, 1996)
- In the Name of Gore 	 (Split, 1996)
- Chords of Chaos 	 (Split, 1997)
- Exhumed / Retaliation 	 (Split, 1998)
- Totally fucking dead/Sterility (Split-7EP,1998)
- Gore Metal 	 1998
- Recordings 2000, Split 7 	(Split, 2000)
- Rehearsal 99-00 	 (Demo, 2000)
- Slaughtercult 	 2000
- Exhumed / Gadget (Split-ep, 2002)
- Deceased in the East/Extirpated Live Emanations (Split, 2003)
- Anatomy Is Destiny 	 2003
- Platters of Splatter 	 (Best of/Compilation, 2004)
- Garbage Daze Re-Regurgitated (Full-length, 2005)
- Something Sickened This Way Comes/To Clone And To Enforce (Split, 2006)
- All Guts No Glory 2011
- Necrocracy 	 2013
- Gore Metal: A Necrospective 1998-2015
- Death Revenge (2017)

- Datos: Q517472